# Gonio

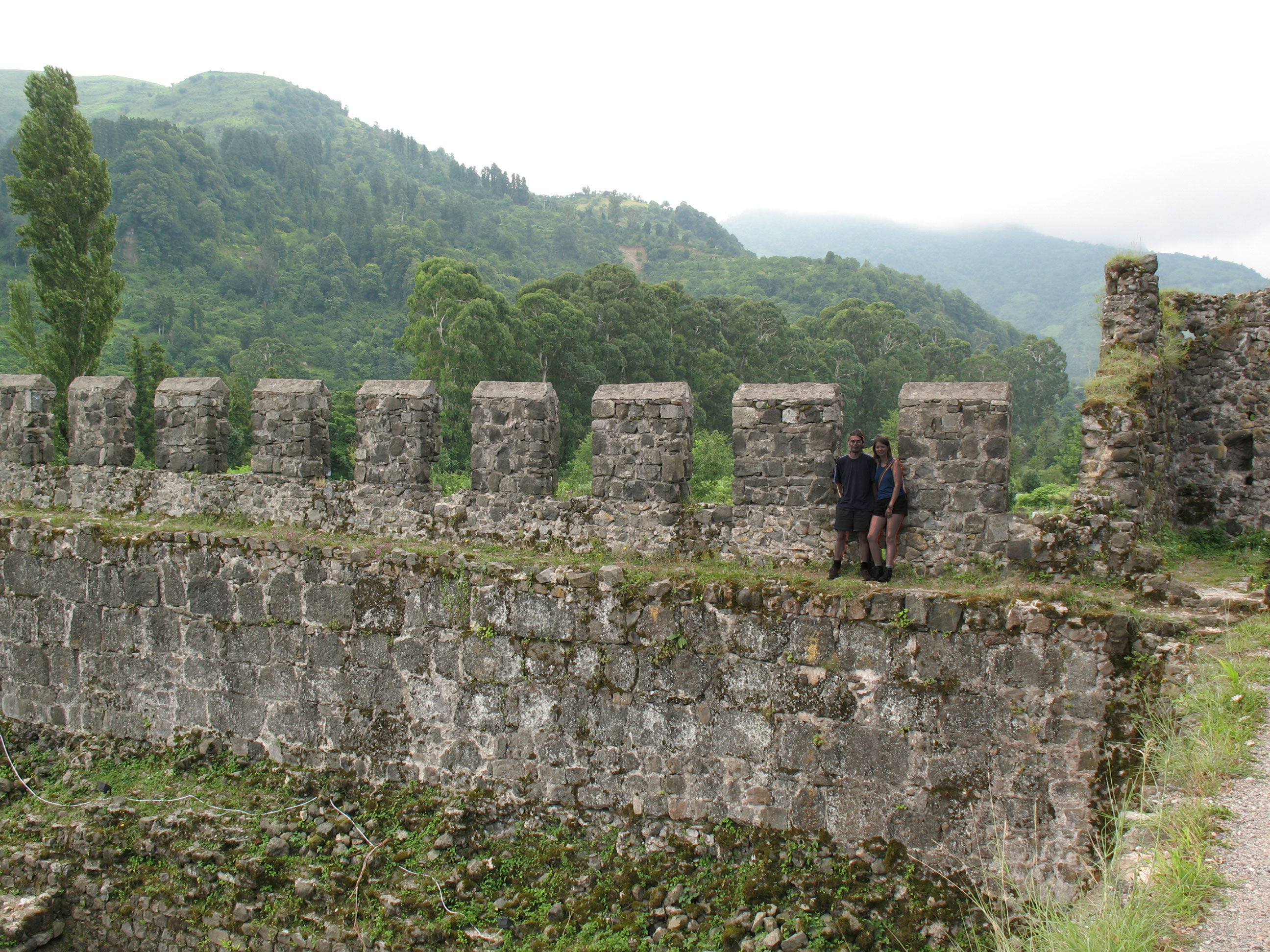
Mura di Gonio.

La fortezza di Gonio (anticamente chiamata Apsaros, o Apsaruntos), è un forte romano nella regione dell'Agiaria, nella Georgia occidentale.
Si trova sulla costa del Mar Nero,  15 km a sud di Batumi, alla foce del fiume Chorokhi, e a 4 km a nord del confine turco. 
Il più antico riferimento alla fortezza è di Plinio il Vecchio (I secolo d.C.).
C'è anche un riferimento all'antico nome del sito in Appiano (II secolo d.C.). Nel II secolo d.C., era una città romana ben fortificata all'interno della Colchide. La città era conosciuta anche per il suo teatro e l'ippodromo. In seguito passò sotto l'influenza bizantina. Il nome "Gonio" è per la prima volta attestato nel XIV secolo. Nel 1547 Gonio fu presa dagli Ottomani, che la tennero fino al 1878, quando, con il trattato di Santo Stefano, la regione di Agiaria entrò a far parte dell'Impero russo. 
La tomba di San Mattia, uno dei dodici apostoli, si crede essere all'interno della fortezza di Gonio. Tuttavia, questo non è verificabile in quanto il governo georgiano vieta attualmente ogni scavo nei pressi della presunta tomba. Altri scavi archeologici sono comunque in corso sulla base della fortezza. Le mura della fortezza hanno una lunghezza totale di 900 metri.